# Foire de la Saint-Siffrein
La foire de la Saint-Siffrein, l'une des plus anciennes foires de Vaucluse, se déroule à la fin novembre, à Carpentras, durant quatre jours, depuis 1585.

## Historique

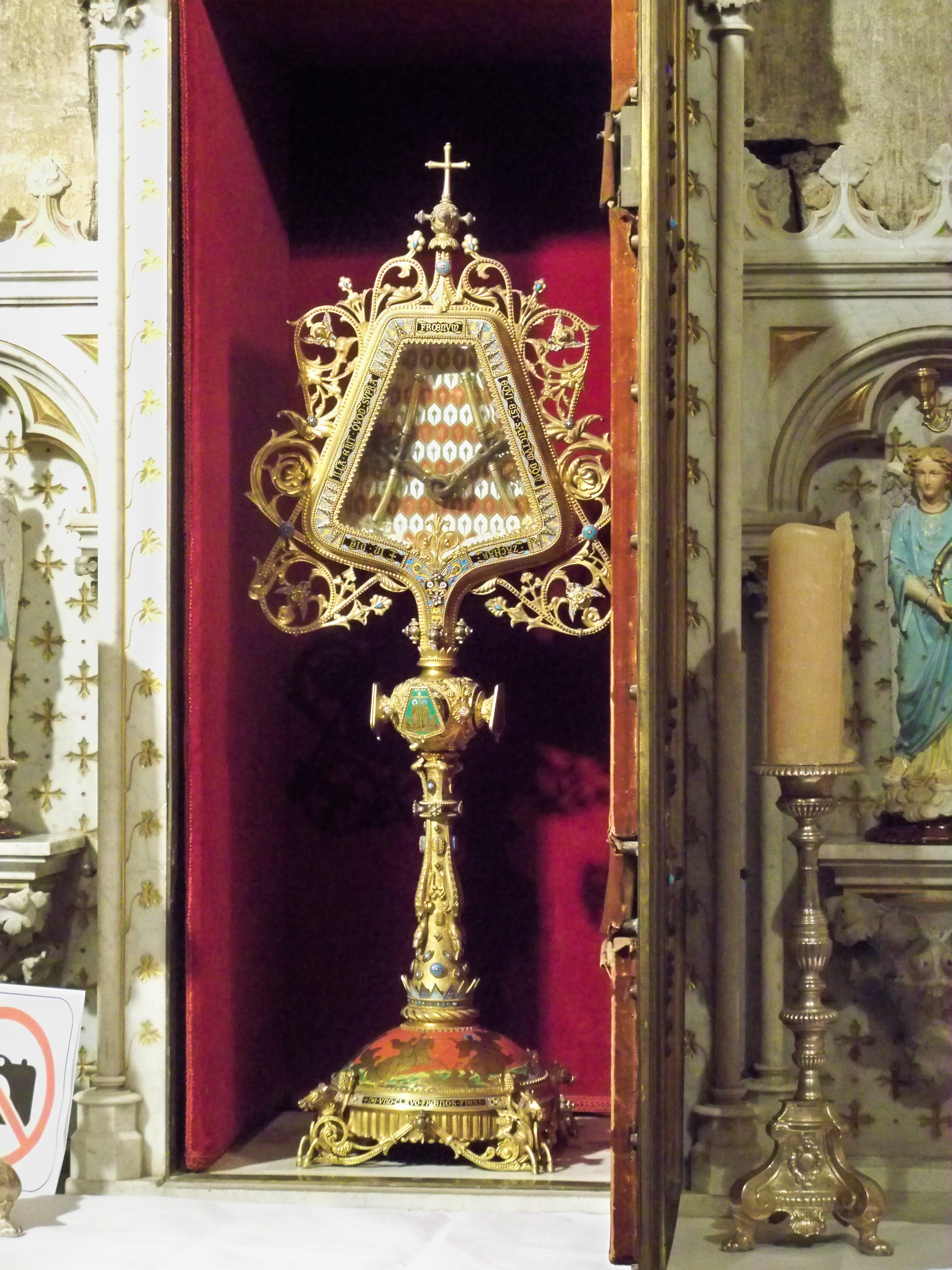
Le Saint Mors, relique, emblème de Carpentras

Une "bulle" du Pape Grégoire XIII autorise, depuis le 18 janvier 1525, à exposer la relique insigne du Trésor de la cathédrale de Carpentras, capitale du Comtat Venaissin, lors de la fête de la Saint-Siffrein, qu'il fixe au 27 novembre.
Cette exposition donne lieu à une foire, où des milliers de visiteurs peuvent se rendre en villes pour l'achat de bestiaux, matériels et autres marchandises uniquement disponibles pendant ces quatre jours. 
Les activités agricoles sont un secteur historiquement central, depuis le début de la foire, suivies de près par l'artisanat. Au fil des siècles, les activités industrielles et commerciales se sont jointes à cette foire.
|  |  |

En 2020, la foire fut annulée.

## La foire aujourd'hui

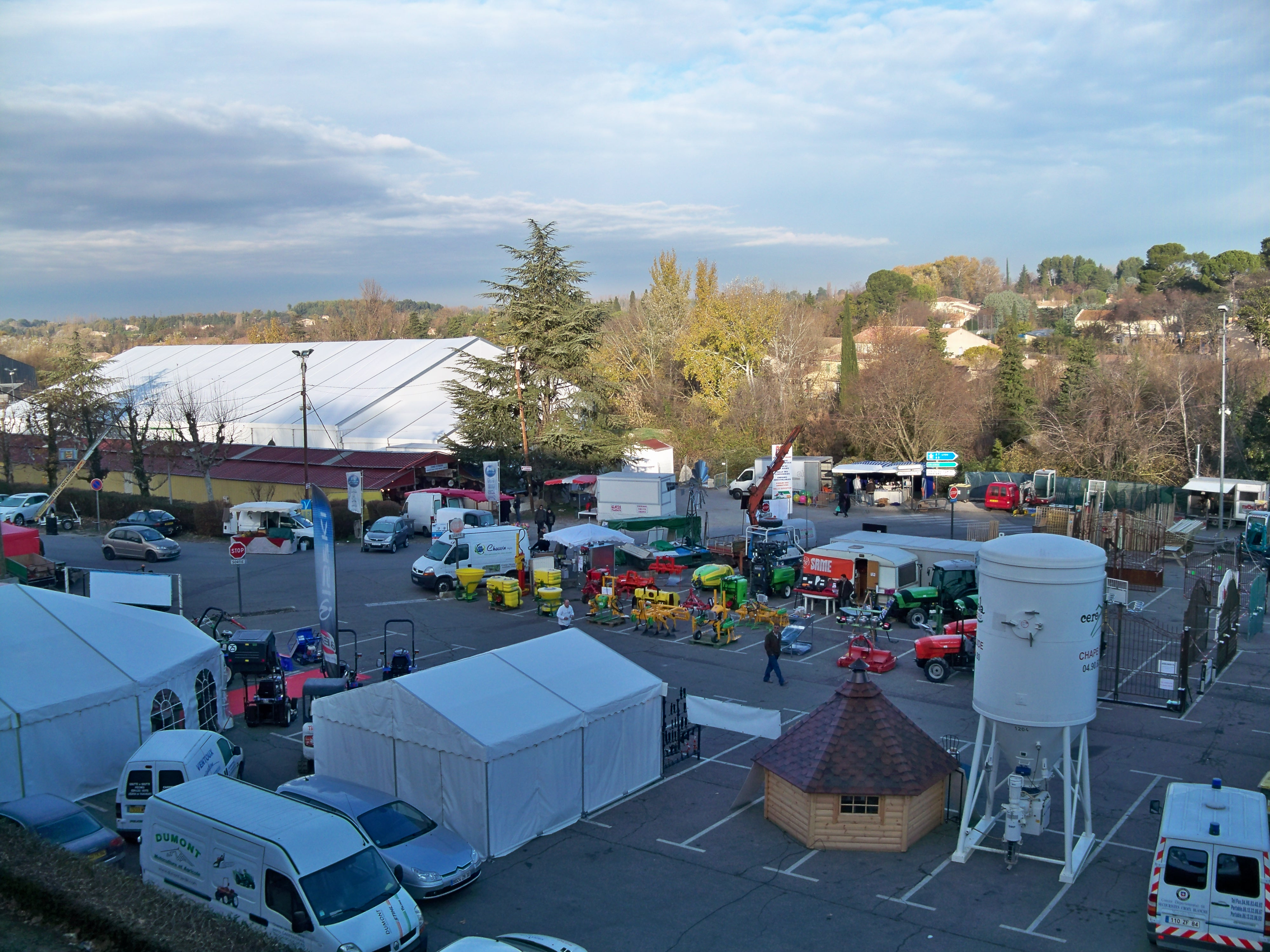
Champ de foire
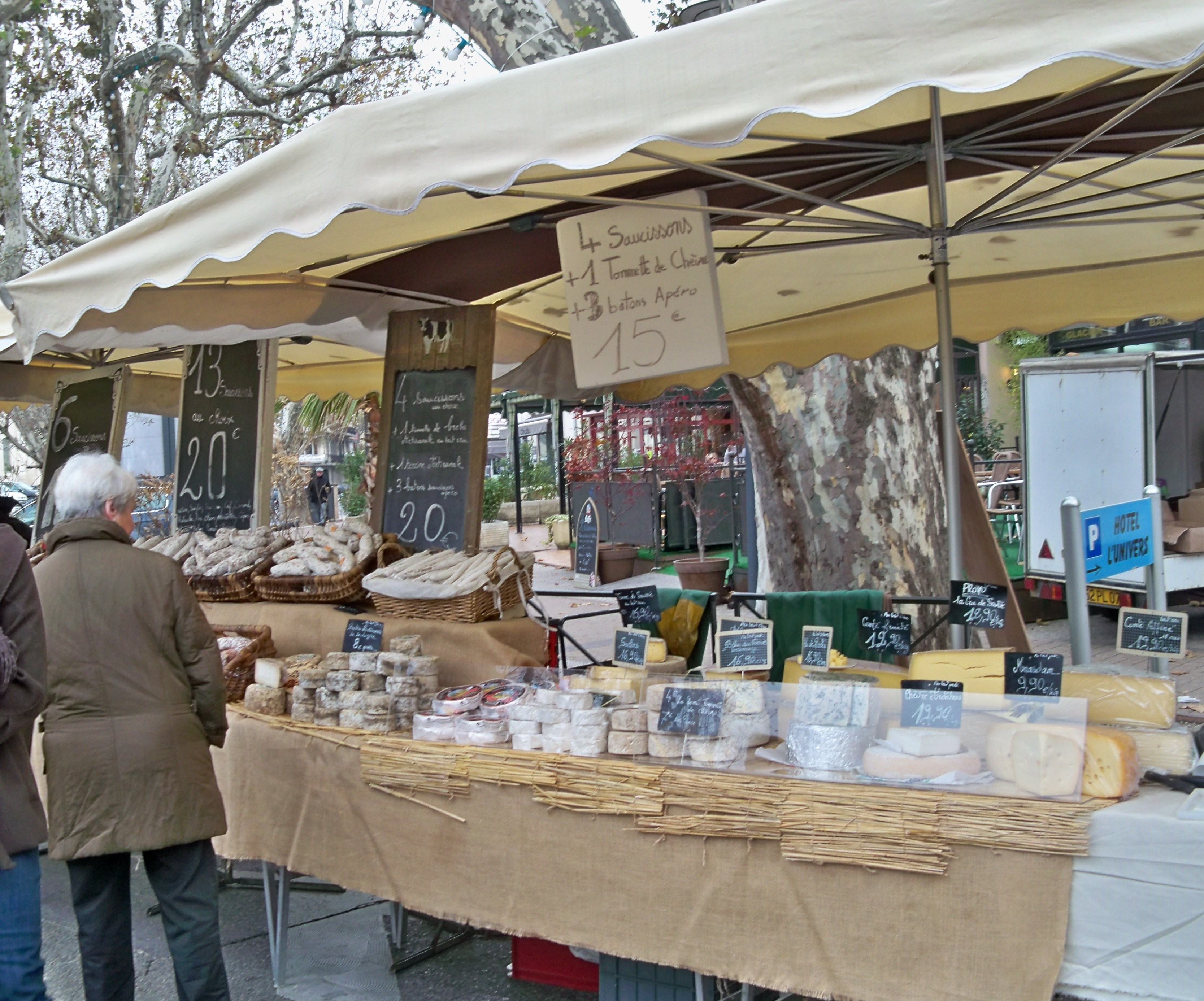
Stand fromages et charcuterie
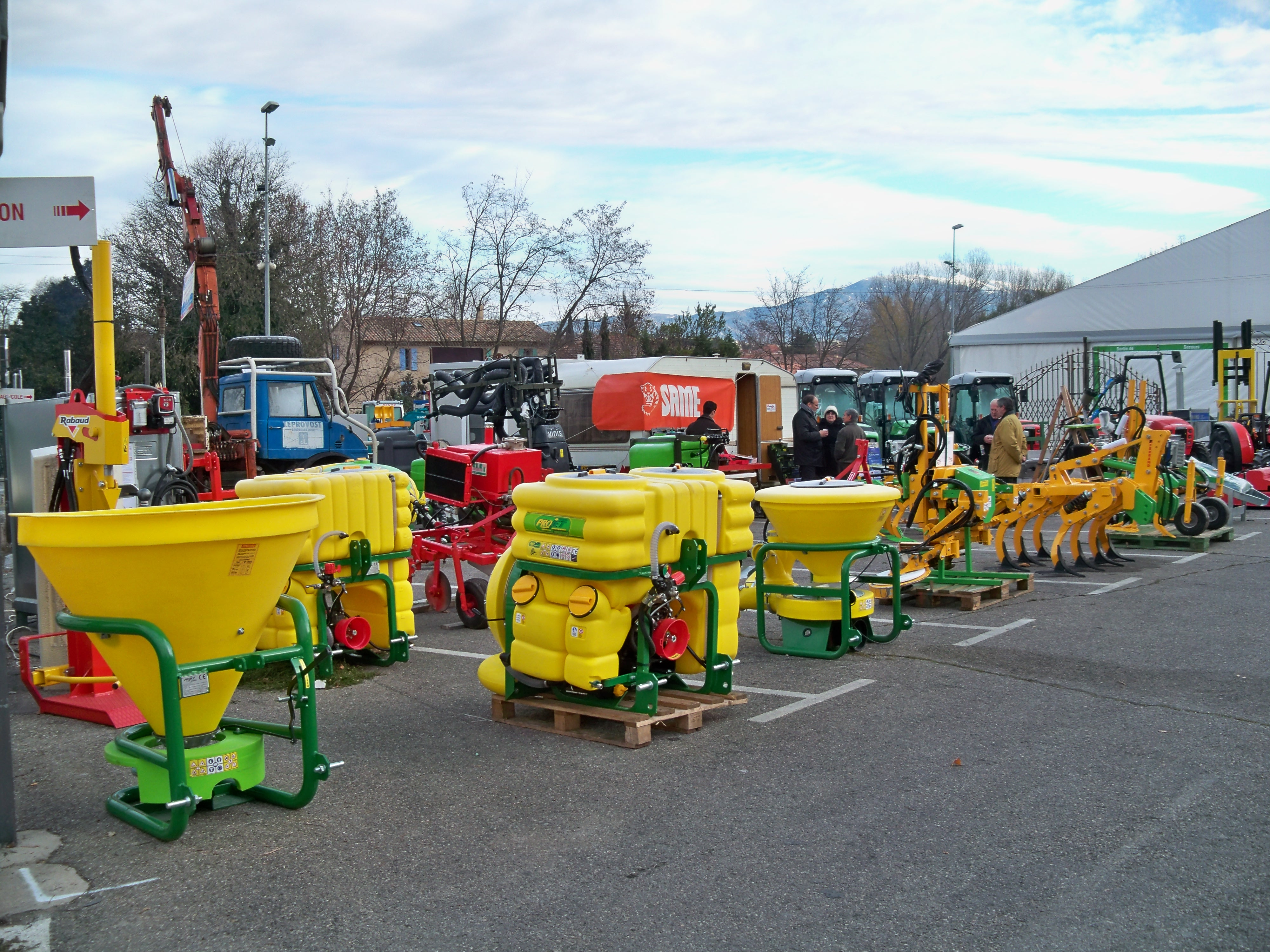
Matériel agricole

La foire de la Saint Siffrein est toujours une fête populaire de Carpentras, de quatre jours, autour du 27 novembre de chaque année. En plus de la foire en centre-ville, et sur le champ de foire du terrain Fenouil, la foire bénéficie également d'un Hall d'Exposition de 3 400,00 m2, et d'un hall central de 2 150,00 m2. Environ 1 000 forains (centre-ville) et 300 exposants (champs de foire) participent à l'évènement, pour un peu plus de 40 000 visiteurs.

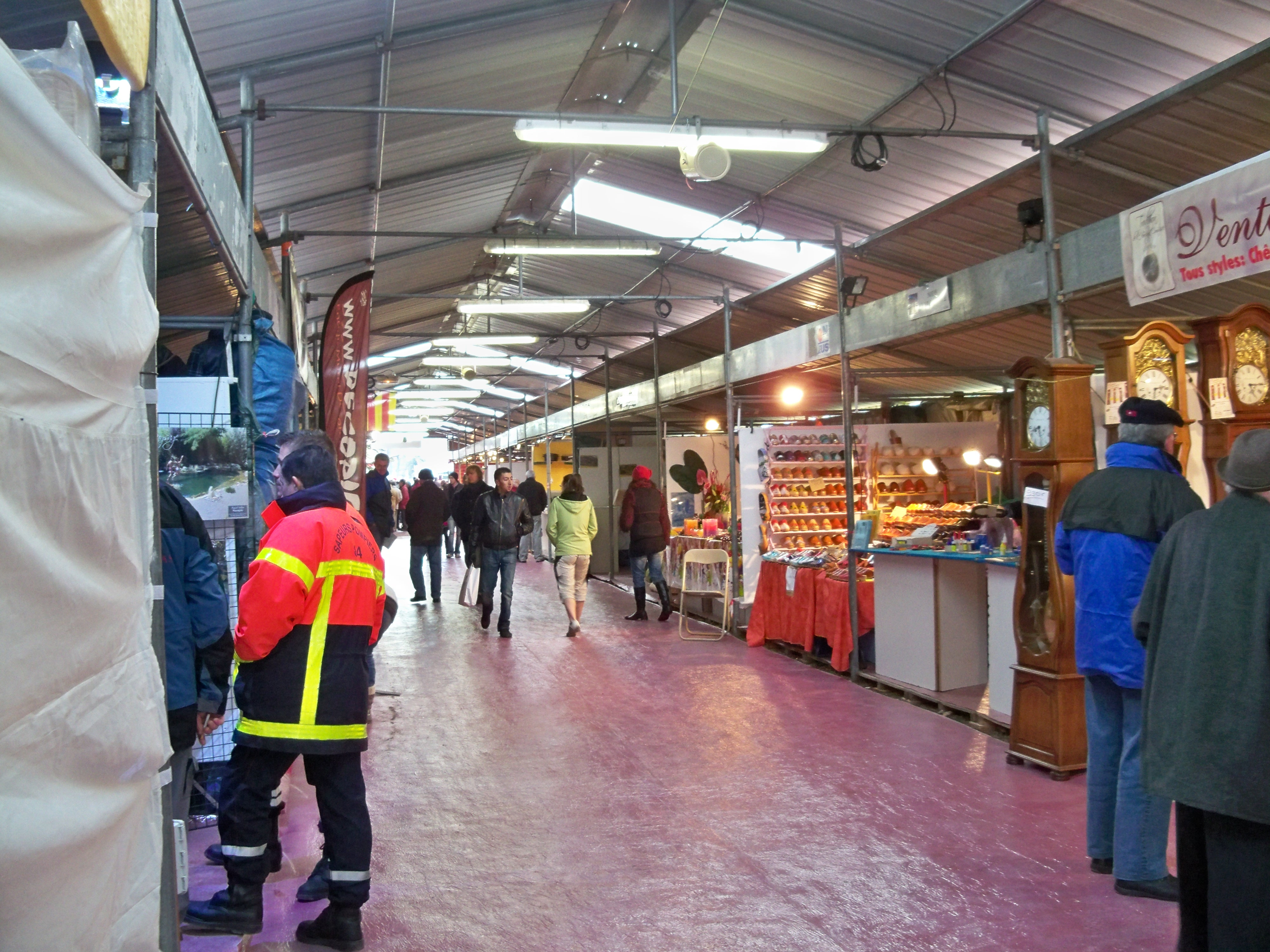
Halle d'exposition de la foire
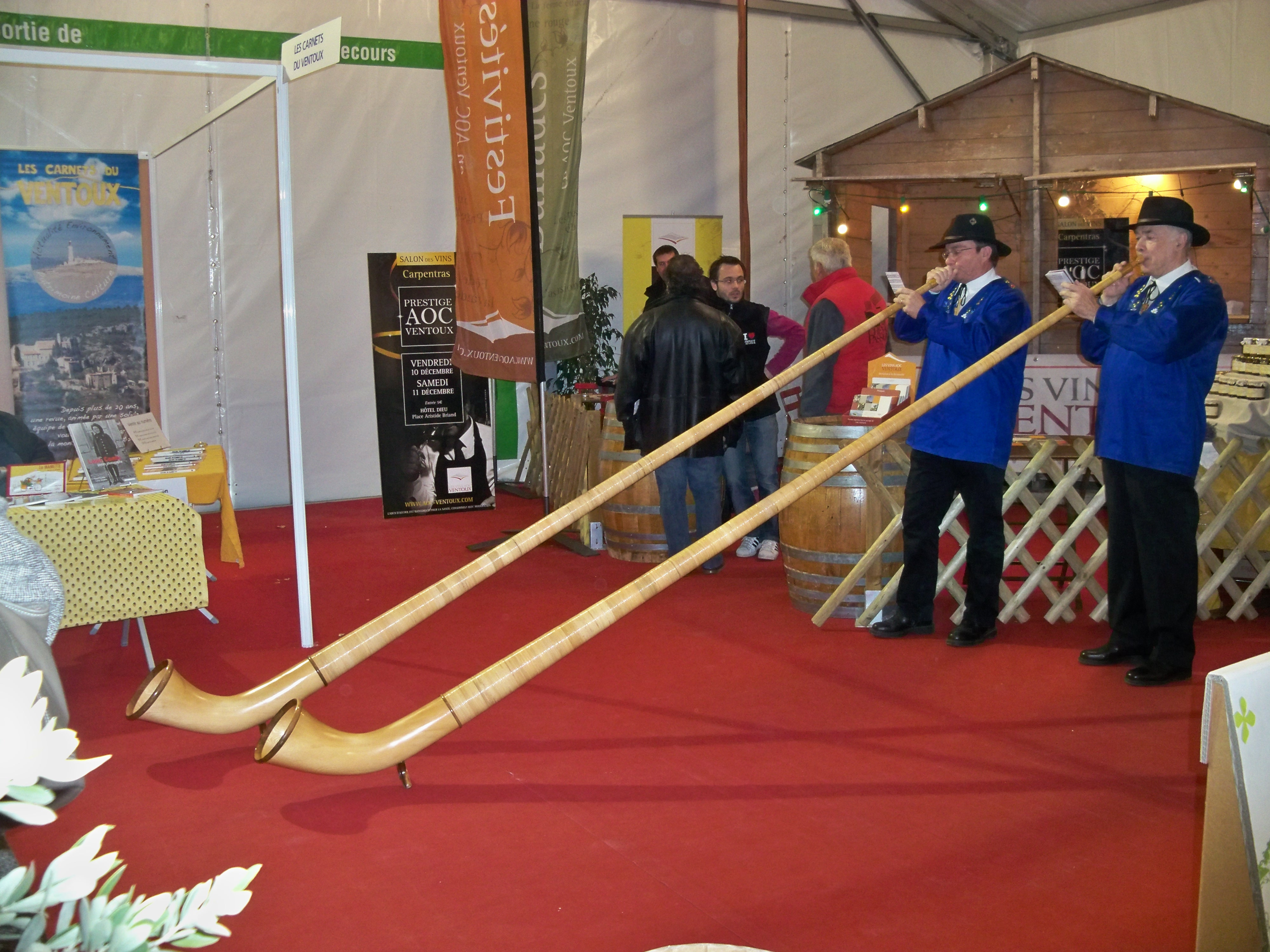
Stand de Vevey, ville jumelle de Carpentras
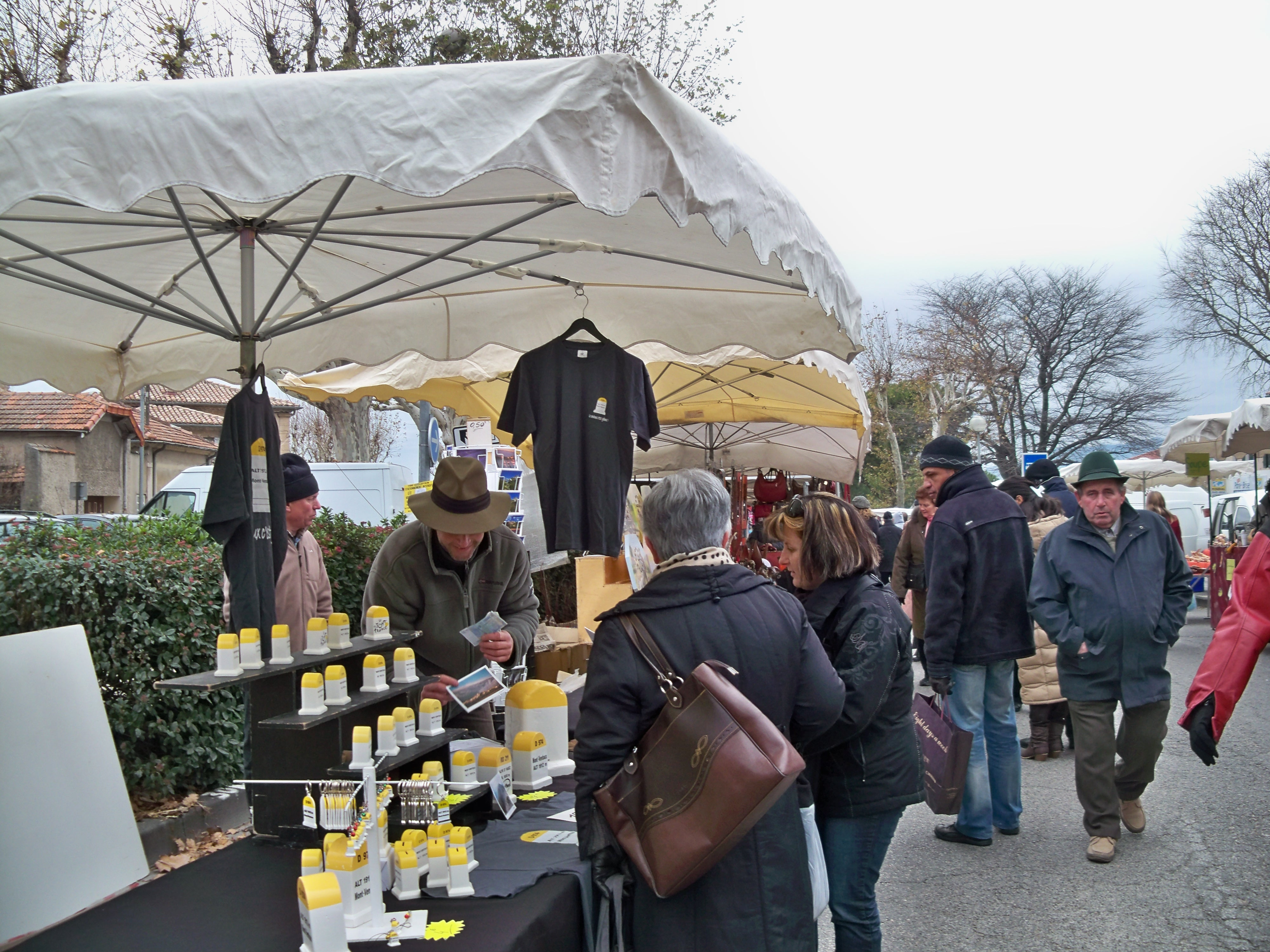
Souvenirs du Mont Ventoux